# Gaecheonjeol
Cet article concerne le jour de la fondation de Gojoseon. Pour le jour de la fondation de la Corée du Nord, voir Jour de la fondation de la République.

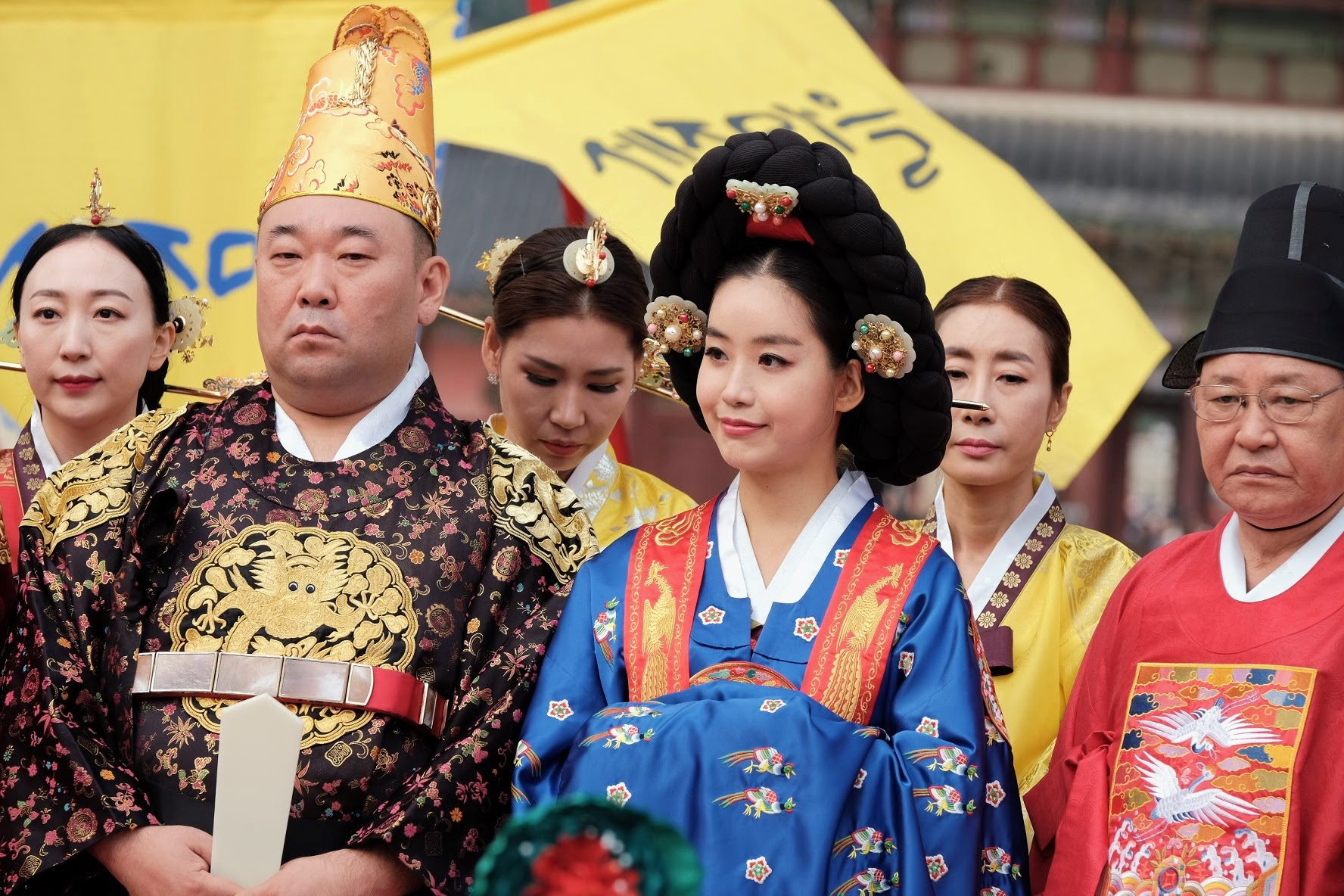
Groupe de personnes en habits traditionnels lors du gaecheonjeol devant le palais de gyeongbokgung à Séoul en 2018.

Le jour de la fondation ou en coréen Gaecheonjeol (hangeul : 개천절, hanja : 開天節) est une fête nationale célébrée le 3 octobre en Corée du Sud. Elle correspond à la date de la fondation du premier État coréen Gojoseon en 2333 av. J.-C. par Tangun. Cette date est généralement considérée comme la date de la naissance du peuple coréen.
Le Gaecheonjeol est également reconnu en Corée du Nord, bien qu'il ne s'agisse pas d'une fête nationale. Cependant, une cérémonie se tient chaque année au Mausolée de Tangun qui se trouve dans la banlieue de Kangdong près de Pyongyang.

## Origine
Gae-cheon (개천) est un terme coréen qui se traduit littéralement par « Ouverture du ciel ». Ce terme se réfère à la date du 3 octobre 2333 av. J.-C. lorsque Hwanung est descendu du ciel pour vivre avec l'humanité.
La cérémonie de récolte a été célébrée dans les royaumes coréens. Yeong-go (영고) de Puyŏ, Mu-cheon (무천) de Yemaek, Gye-eum (계음) de Mahan et Byeonhan, Dong-maeng (동맹) de Koguryo et Pal-gwan-heoi (팔관회) de Silla.
Le Gaecheonjeol a été érigé en fête nationale en 1909. Dans un premier temps, le jour férié était célébré le troisième jour du dixième mois du calendrier lunaire. Cependant, il a été fixé au 3 octobre du calendrier grégorien solaire depuis 1949.

## Histoire
Le 15 janvier 1909, lorsque Daejonggyo (대종교) rouvrit sa porte avec Nachul au centre, il fut établi comme un jour de fête et fêté chaque année. Des événements comme celui-ci ont contribué à renforcer l'esprit du peuple coréen dans la période de la domination coloniale japonaise.
Lorsque le gouvernement provisoire de la République de Corée a été créé en 1919, le gouvernement provisoire a établi le 3 octobre du calendrier lunaire comme fête nationale. Ceci est basé sur la perception universelle de l'histoire, qui considérait Tangun comme le fondateur du Hankyoreh à l'époque et le Gojoseon comme la première nation du peuple coréen.
Après la création de la République de Corée à la suite de la libération de la Corée du pouvoir colonial japonais, la prière à court terme de Tangun a été promulguée comme lien officiel de la nation dans la loi sur les affaires maritimes du 25 septembre 1948. Le 1er octobre 1949, la loi sur la Journée économique nationale a été promulguée et la date du 3 octobre du calendrier grégorien a été désignée sous le nom de Gaecheonjeol.